# Ozark (Missouri)
Pour les articles homonymes, voir Ozark.
La ville d’Ozark est le siège de comté de Christian, situé dans l'État du Missouri aux États-Unis,. Située au nord du comté, elle est incorporée en 1888. Lors du recensement de 2010, sa population s’élevait à 17 820 habitants.

## Démographie
Lors du recensement de 2010, le village comptait une population de 17 820 habitants. Elle est estimée, en 2017, à 19 905 habitants.